# CHEP

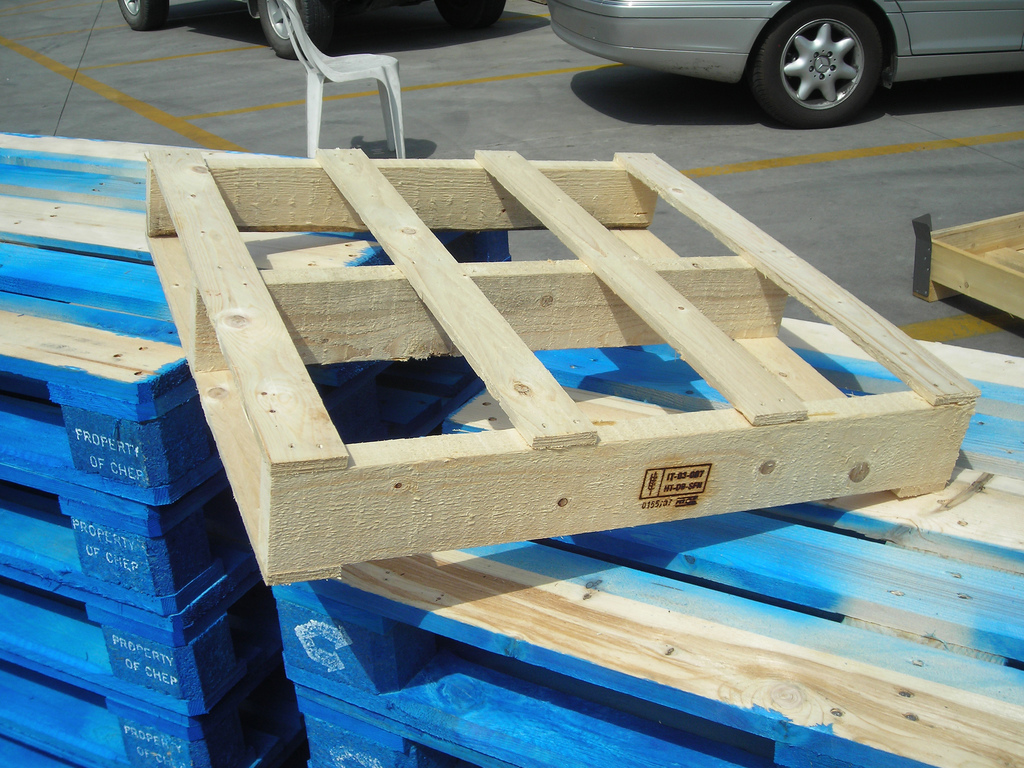
Palettes du CHEP (en bleu), sous une palette italienne avec le logo du NIMP 15.

CHEP (acronyme de Commonwealth Handling Equipment Pool) est une entreprise du secteur de la logistique, filiale de Brambles Industries, qui propose des solutions de gestions de palettes et conteneurs à des clients présents sur de nombreux marchés parmi lesquels la grande consommation, les fruits et légumes, la viande, le bricolage, les boissons, les matières premières, la pétrochimie et l'automobile.

## Histoire
CHEP voit le jour peu après la seconde guerre mondiale, à partir d'une structure publique du gouvernement australien.
En 1958, CHEP est vendue à Brambles Industries.